# Такаишвили, Сесиль Дмитриевна
Сесиль Дми́триевна Такаишви́ли (груз. სესილია დიმიტრის ასული თაყაიშვილი; 1906—1984) — грузинская, советская актриса театра и кино. Народная артистка СССР (1966).

## Биография
Родилась в семье Дмитрия Такаишвили и Мариам Бережиани 30 сентября (13 октября) 1906 года (по другим источникам — 17 (30) сентября) в Батуми (ныне в Аджарии). Отец Дмитрий Такаишвили был двоюродным братом Эквтиме Такаишвили. В 1914 году семья переехала в Тифлис и Сесилия начала учёбу в первой женской гимназии.
В 1926 году окончила Тифлисскую драматическую студию под руководством А. Пагавы и с этого же года — актриса Тифлисского театра имени Ш. Руставели.
В 1930 — 1967 годах — актриса Тбилисского театра имени К. А. Марджанишвили.
В кино дебютировала в 1945 году в фильме «Строптивые соседи». Выступала на эстраде.
Умерла  21 мая 1984 года в Тбилиси. Похоронена на Сабурталинском кладбище, в пантеоне выдающихся деятелей Грузии.
Была замужем за актёром Василием Годзиашвили (1905 — 1976), в браке родился сын Давид Годзиашвили.

## Звания и награды
- Народная артистка Грузинской ССР (1950)
- Народная артистка СССР (1966)
- Государственная премия СССР (1985 — посмертно) — за исполнение роли Тамары в художественном фильме «Голубые горы, или Неправдоподобная история» (1983) производства киностудии «Грузия-фильм»[4]
- Государственная премия Грузинской ССР имени Шота Руставели (1983) — за работы последних лет
- Орден Ленина (1977)
- Орден Трудового Красного Знамени (1958)
- Медаль «За доблестный труд в Великой Отечественной войне 1941—1945 гг.»
- Медали
- Почётный гражданин Тбилиси (1982).

## Творчество

### Театр
- «Поэма о топоре» Н. Ф. Погодина — Анка
- «Укрощение строптивой» У. Шекспира — Катарина
- «Бесприданница» А. Н. Островского — Огудалова
- «Мария Стюарт» Ф. Шиллера — Елизавета
- 1960 — «Я, бабушка, Илико и Илларион» по Н. В. Думбадзе и Г. Д. Лордкипанидзе — Бабушка Ольга
- «Гурия Ниношвили» по Э. Ниношвили — Кристине
- «Из искры» Ш. Н. Дадиани — Параскева
- «Свадьба в колхозе» П. М. Какабадзе — Гвиристине
- «Женитьба Фигаро» П. Бомарше — Сюзанна
- 1939 — «Маргарита Готье» по А. Дюма (сын) — Прюданс

### Фильмография
- 1945 — Строптивые соседи — мать
- 1948 — Кето и Котэ — княгиня
- 1954 — Они спустились с гор — женщина в очереди напитков
- 1956 — Заноза — Цецилия
- 1956 — Тень на дороге — эпизод
- 1956 — Наш двор — сплетница Васаси
- 1957 — Последний из Сабудара — мещанка Элпите
- 1958 — Манана — бабушка
- 1958 — Чужие дети — Элисабед
- 1960 — От двора ко двору — Эпросине
- 1962 — Я, бабушка, Илико и Илларион — бабушка Ольга
- 1962 — Куклы смеются — Гуца
- 1965 — Награда (новелла в киноальманахе «Страницы прошлого») — мать
- 1965 — Пьер — сотрудник милиции — Лиза
- 1965 — Я вижу солнце — Аквирине
- 1965 — Простите, вас ожидает смерть — Сашико
- 1967 — Скоро придёт весна —  Мариам
- 1967 — Город просыпается рано — Мариам
- 1968 — Не горюй! — тётя Домна
- 1968 — Рубежи — старушка
- 1969 — Смерть филателиста — мать «Чёрного»
- 1969 — 1970 — Десница великого мастера — Бордохани
- 1970 — Звезда моего города — Верико
- 1970 — Заходящее солнце (новелла в киноальманахе «Мяч, перчатка и капитан»)
- 1972 — Когда зацвёл миндаль — Варвара Михайловна
- 1972 — Саженцы — Цицино
- 1972 — Старые зурначи —  Нуца
- 1973 — Теплое осеннее солнце — Тамар
- 1973 — Я и мои соседи — Барбара Нестеровна
- 1975 — Не верь, что меня больше нет — Ангелина
- 1975 — Птичье молоко (короткометражный) — старуха
- 1976 — Городок Анара — Элене
- 1977 — Берега — Асинета
- 1977 — Древо желания — Марадия
- 1977 — Ученик эскулапа — Дареджан
- 1978 — Кваркваре
- 1979 — Брак по-имеретински — Теброле
- 1979 — Кровь (новелла в фильме Зов) — Юлия
- 1979 — Ретивый поросёнок (короткометражный) — Марта
- 1984 — Голубые горы, или Неправдоподобная история — кассир Тамара